# Theridion monzonense
Theridion monzonense là một loài nhện trong họ Theridiidae.
Loài này thuộc chi Theridion. Theridion monzonense được Herbert Walter Levi miêu tả năm 1963.